# Salátabagolylepke
A salátabagolylepke (Lacanobia oleracea)  a rovarok (Insecta) osztályának a lepkék (Lepidoptera) rendjéhez, ezen belül a bagolylepkefélék (Noctuidae) családjához tartozó faj.

## Elterjedése
Egész Európában elterjedt, gyakori faj megtalálható még Észak-Afrikában , a Közel-Keleten és Közép-Keleten , Észak-Indiában , Kínában , Koreában és Japánban. A kertészeti kultúrákban a lepke hernyója súlyos károkat képes okozni, ezért védekeznek ellene.

## Megjelenése
- lepke: szárnyfesztávolsága: 34–44 mm, az első szárnyak  sötét vöröses-barnák kiemelkedő világos narancssárga-barna foltokkal.
- hernyó: borsózöld vagy barna, sárga sávval az oldalán és finom fekete és fehér pontokkal a hátán.

## Életmódja
- nemzedék: két nemzedékes faj, április végétől október elejéig rajzik
- hernyók tápnövényei: termesztett növények, saláta, paradicsom, stb.

Az üvegházakban feromoncsapdákkal figyelik a lepkék rajzását,  a lepkék megjelenésekor  a Trichogramma petefémfürkészeket vetik be vagy a Bacillus thuringiens kurstaki alapú készítménnyel kezelik a növényeket. 

## Fordítás
- Ez a szócikk részben vagy egészben  a   Bright-line Brown-eye című angol Wikipédia-szócikk fordításán alapul.  Az eredeti cikk szerkesztőit annak laptörténete sorolja fel. Ez a jelzés csupán a megfogalmazás eredetét és a szerzői jogokat jelzi, nem szolgál a cikkben szereplő információk forrásmegjelöléseként.